# Vilaflor de Chasna

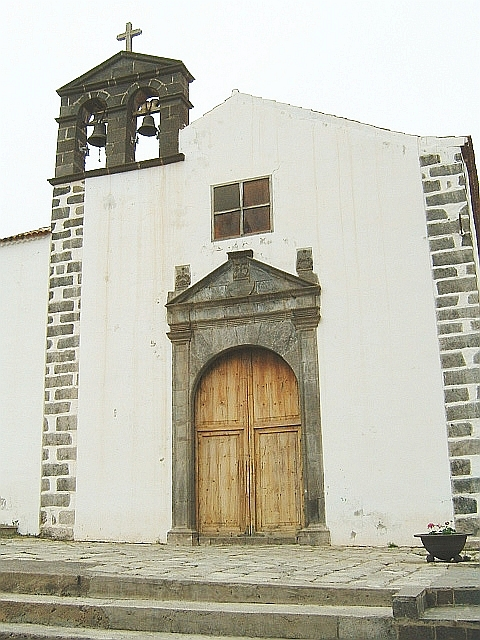
St. Peter kerk

Vilaflor de Chasna is een gemeente in de Spaanse provincie Santa Cruz de Tenerife in de regio Canarische Eilanden met een oppervlakte van 56 km². Vilaflor de Chasna telt 1.630 inwoners (1 januari 2016). De gemeente ligt op het eiland Tenerife.
Veel toeristen rijden vanuit het zuiden van het eiland omhoog naar de vulkaan El Teide, waarbij Vilaflor het laatste bewoonde dorp is dat ze tegenkomen. Vilaflor is het hoogstgelegen dorp van Spanje, op 1400 meter boven zeeniveau. Het dorp is bekend om zijn aardappelteelt en het bronwater uit de Fuentealta. Ook kun je er de zogenaamde Paisaje Lunar bekijken, een door erosie ontstaan geologisch verschijnsel.
Het is een gekend kruispunt voor fietsers en motorrijders. Vanuit Granadilla richting Vilaflor is het een steile bochtige klim van 13km tussen murenhoge steile rotsen en slingerend door sparrenbossen. Vertrekkende uit Vilaflor is er de 20km steile tocht naar Parque Nacional del Teide, waar het landschap – naarmate je stijgt – verandert van oer-naaldbossen, over ruwe gigantische kraterformaties, tot vulkanisch gestolde lava-landschap, waar het plateau van UNESCO werelderfgoed El Teide begint.
Pedro de San José de Betancourt, de eerste heilige van de Canarische Eilanden, werd geboren in Vilaflor.
Adeje · Arafo · Arico · Arona · Buenavista del Norte · Candelaria · Costa del Silencio · Fasnia · Garachico · Granadilla de Abona · La Guancha · Guía de Isora · Güímar · Icod de los Vinos · La Matanza de Acentejo · La Orotava · Puerto de la Cruz · Los Realejos · El Rosario · San Cristóbal de La Laguna · San Juan de la Rambla · San Miguel de Abona · Santa Cruz de Tenerife · Santa Úrsula · Santiago del Teide · El Sauzal · Los Silos · Tacoronte · El Tanque · Tegueste · La Victoria de Acentejo · Vilaflor de Chasna